# Adaeulum warreni
Adaeulum warreni is een hooiwagen uit de familie Triaenonychidae. De wetenschappelijke naam van Adaeulum warreni gaat terug op Lawrence.